# Renu Kumari Yadav
Pour les articles homonymes, voir Yadav (homonymie).
Renu Kumari Yadav, née le 19 juin 1963 à Forbesganj, est une femme politique népalaise, membre du Forum des droits du peuple madhesi, Népal (ou MJF : « Madhesi Janaadhikar Forum, Nepal »).

## Parcours politique
En 2003-2004, elle occupe les fonctions de ministre des Femmes, de l'Enfance et du Bien-être social, dans le cabinet dirigé par Surya Bahadur Thapa et est remplacée, en 2004, par Astha Laxmi Shakya.
Le 10 avril 2008, lors de l'élection de l'Assemblée constituante, elle est élue députée dans la 4e circonscription du district de Saptari.
Le 22 août 2008, dans le cadre du programme minimal commun (en anglais : Common Minimum Programme ou CMP) de gouvernement entre les maoïstes, les marxistes-léninistes et le Forum, elle est nommée ministre de l'Éducation dans le gouvernement dirigé par Pushpa Kamal Dahal (alias « Prachanda »), lors de la première série de nominations et reçoit ses pouvoirs du Premier ministre, en présence du président de la République, Ram Baran Yadav (sans lien de parenté connu).